# Obake
Obake (お化け) en bakemono (化け物) (soms obakemono) zijn wezens uit Japanse mythologie en folklore. De termen betekenen beide letterlijk “ding dat verandert”, wat verwijst naar transformatie of gedaanteverwisseling.

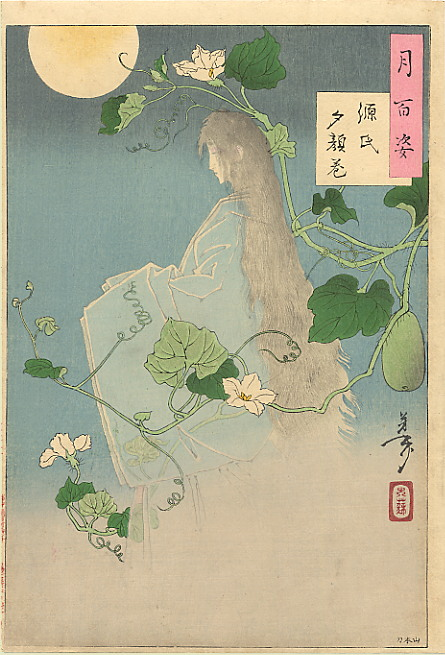
Yoshitoshi: De geest (1886). De prent verbeeldt de geest van Yugao bij volle maan.

De termen worden in Westerse literatuur vaak vertaald als spook, maar zijn breder inzetbaar. In de Japanse mythologie zijn Obake levende wezens en bovennatuurlijke wezens die tijdelijk een gedaanteverandering hebben ondergaan. Hun ware gedaante is doorgaans een dier zoals vos (kitsune), wasbeerhond (tanuki), of kat (bakeneko). Ze zijn dus niet noodzakelijk hetzelfde als de geesten van overledenen. De term obake wordt ook vaak synoniem gebruikt met yūrei, de geest van een gestorven mens, of yokai.
Vanwege de grote Japanse immigratie naar de eilanden van Hawaï, heeft de term Obake ook zijn weg gevonden in het Hawaïaanse pidgin.